# 国鉄D51形蒸気機関車200号機

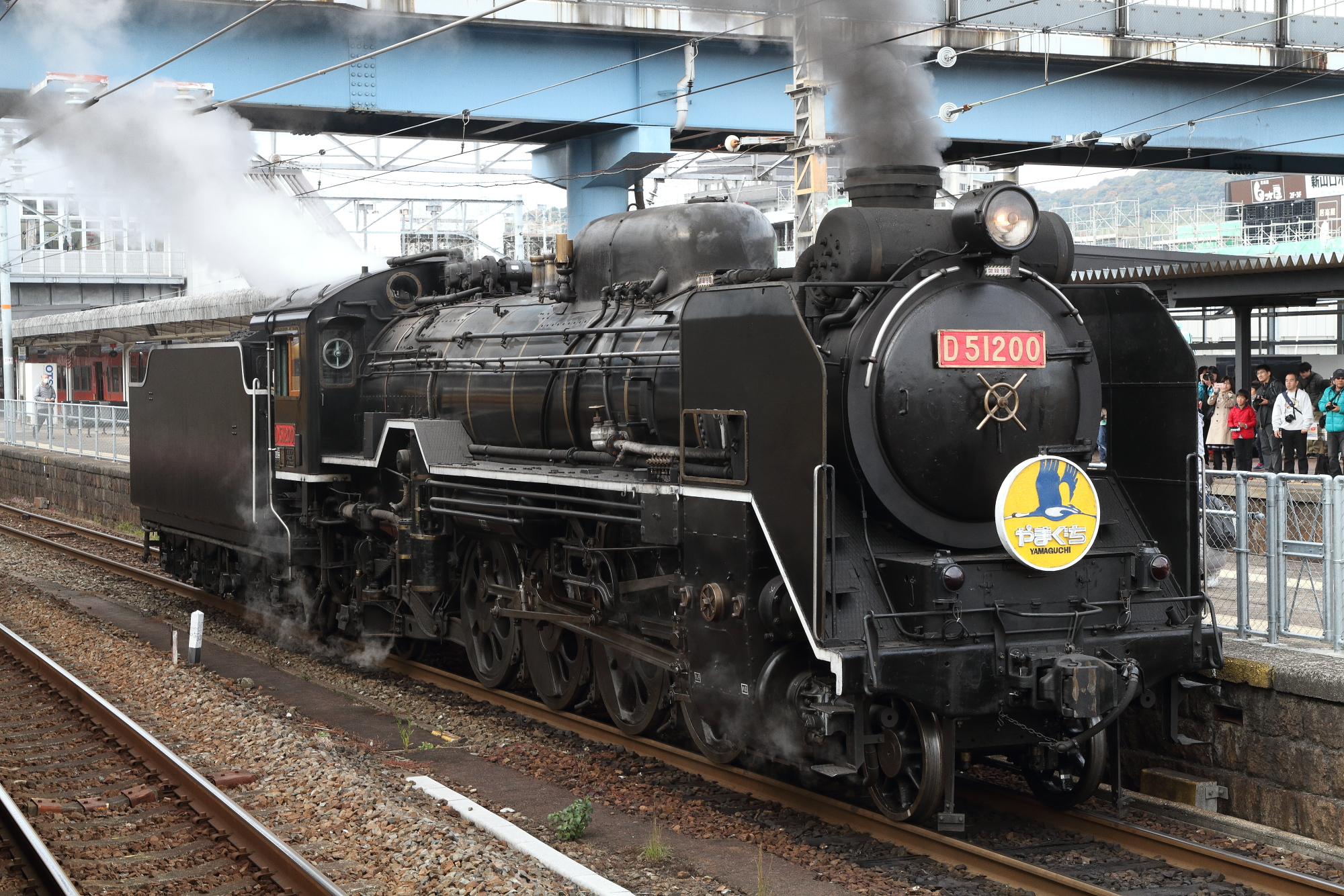
D51 200（本線復活運転時）

D51 200は、西日本旅客鉄道（JR西日本）の京都鉄道博物館（旧梅小路蒸気機関車館）にて動態保存されている蒸気機関車 (SL) で、日本国有鉄道（国鉄）の前身である鉄道省が製造したD51形蒸気機関車の1両である。

## 経歴

### 現役時代と梅小路蒸気機関車館内での動態保存
1938年（昭和13年）9月30日、鉄道省浜松工場にて落成（製造番号 25）。
同年10月6日に稲沢機関区に新製配置され、1943年（昭和18年）3月9日には米原機関区へ、1945年（昭和20年）11月27日には大垣機関区、さらに1950年（昭和25年）5月10日には中津川機関区へ転属し、中京地区を中心に使用された。その間、米原機関区在籍中の1945年7月29日深夜、連合軍による浜松に対する艦砲射撃があり、この時に本機も戦災を負った（C57 1と違い、機銃掃射による戦災ではない）。翌30日、その修繕のための臨時入場が記録されている。C57 1同様、数少ない第二次世界大戦の傷跡を乗り越えて現代に生きる貴重な車両の一つである。中津川機関区在籍時代晩年の1968年（昭和43年）には、長野工場にて集煙装置が取り付けられた。
1972年（昭和47年）10月5日に梅小路機関区へ転属し、梅小路蒸気機関車館にて動態保存を開始した。トップナンバー機であるD51 1が保存対象に選ばれていたが、1,115両あるD51形のうち、「半流線形」「なめくじ」の愛称が付く初期型95両のうちの1両であったため、全国各地で走行したD51形では、一般的なスタイルを持つ量産型の中からも1両を選抜して保存することとなり、保存機選定時に残存していたD51形の中で、状態がよく「200」というキリのいい車番であることから、本機が選ばれた。梅小路機関区転属前の特別整備の際、1968年に長野工場で取り付けた集煙装置（長野工場式）を取り外した。この関係で本機の煙突は通常よりも短くなっている。そして梅小路機関区所属、梅小路蒸気機関車館にて有火可能の動態保存機となっていたが、1979年（昭和54年）3月28日に一旦、車籍を抹消（ただし有火保存）された。その後、国鉄分割民営化によりJR西日本に引き継がれた1987年（昭和62年）4月1日（国鉄末期の3月という説もある）に車籍復活し、梅小路蒸気機関車館構内にて、同館に所属する8630、C61 2、C62 2と交替で「SLスチーム号」運転を担当していた。ただし、構内運転用としての使用だったため全般検査は受けず、あくまでも「SLスチーム号」として運用ができる程度の整備に留まり、本線運転を行える法的整備基準は満たしていなかった。「SLスチーム号」としての運用の他、同館はずれの留置線を使用して、機関士のハンドル訓練の使用機として入換扱いで運転されることもあった。
2006年（平成18年）10月14日の鉄道の日に、「梅小路の蒸気機関車群と関連施設」として、準鉄道記念物に指定された。

### 梅小路蒸気機関車内での動態保存から本線運転復活へ

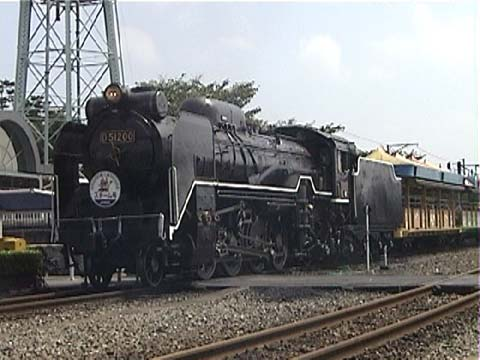
構内運転時代のD51 200

長らく「SLスチーム号」用として、梅小路蒸気機関車館の構内運転用に動態保存されていたが、2014年10月17日、JR西日本は、「持続的なSL動態保存の体制の整備」というプレスリリースの中で、本機と同じく梅小路運転区に所属し、本線運転用として動態保存されていたC56 160を置き換えるため、本機の本線運転を復活させることを発表した。これは、「SLやまぐち号」の本務機であるC57 1が2005年（平成17年）から度々受けてきた大規模修繕の時期にC56 160も差し掛かり、検討が進められていたが、C56 160では山口線運転時に3両以上の客車を連結した際にDD51形などの補助機関車（補機）が必要になるため、C57 1と同等またはそれ以上の性能を有し、SLのみで単機運転ができる代替機が必要となったため、また、今後も「SL北びわこ号」として使用するために必要な保安装置ATS-Pを搭載した場合、テンダー機としては10㎥と少ない小形の炭水車の水容量がさらに減少し、航続距離が短くなるため、本線運転自体が困難になってしまうためである。このため、大規模修繕の対象をC56 160から梅小路に収蔵されている本機に変更し、さらに本線運転用の改造を実施したうえでC56 160を置き換えるべく、本線運転を復活させることが決定した。主な用途として、2017年（平成29年）度以降にC56 160を置き換え、C57 1とともに、「SLやまぐち号」・「SL北びわこ号」の牽引機関車として使用される。同年7月には「幕末維新デスティネーションキャンペーン」の一環として、同年11月に山口線で復活運転することが発表された。

### 全般検査の施工と試運転の繰り返し
改造後の姿として、外観は梅小路での保存開始当初の姿をテーマに、除煙板周辺の縁取りやボイラーバンドを鉄から真鍮に改めるなど装飾を増やしつつ、そのスタイルを大きく崩さないように配慮して行われ、本線運転にあたり、JR東日本が動態復元したD51 498とは異なり、現役時代同様にボイラー使用圧力は15 kgf/cm2 (1,471 kPa)、最高運転速度85 km/hで使用され、一切のデチューンを施すことなく「現役時代のD51形」と同等の性能を引き出す使用条件を想定して修繕が行われることとなった。本線復活発表後の2014年（平成26年）12月より、梅小路蒸気機関車館内にて本線復活に向けた修繕作業および全般検査が開始され、心臓部であるボイラーがサッパボイラへ搬送された。ボイラーのうち第1缶胴、第2缶胴、第3缶胴、火室は修繕により再用され、煙室、火室管板、火室底枠、大煙管、小煙管は腐食のため新造もしくは新品に交換された。火室底枠は本来はリベットで固定しているが、溶接技術の向上とリベット留めができる技術者の減少から溶接に変更され、リベットの飾り鋲を取り付けてカモフラージュしている。修繕されたボイラーは2300 kPa水圧検査に合格したのち、2016年（平成28年）1月に梅小路運転区に輸送されている。
下回りについては、台車枠や主連棒は再用である。軸箱、ばね装置、ブレーキ装置のほか、摩耗していた第四動輪および第三動輪のカウンターウエイトの蓋も取替えている。
「SL北びわこ号」など関西圏でのSL運転が行われる場合を想定して、本線運転用にATS-SW形の他に新型の保安装置ATS-P形がJR西日本のSLとして初めて搭載されることになった。12系客車や35系客車連結時は客車からATS用電源が供給されるような構成としたため、ATS発電機（蒸気タービン発電機）を直流32 V仕様から直流24 V仕様に変更、合わせて前部・後部標識灯回路用発電機も同様のものに交換されており、このため前照灯・後照灯も直流32 Vの白熱灯が使用できなくなった関係で、前照灯の本体はそのままに電球が直流24 Vのシールドビーム球に交換されている。加えて、安定稼働のため励磁装置が取り付けられた。また保安装置のATS-P追加に伴い、従来から取り付けられていた車軸発電機（速度検出用、炭水車第一軸機関士側）に加えてATS-P速度検出用の速度発電機が追加されている。炭水車の機関部との連結面にはATS-P形の車上子、炭水車には同制御装置が搭載された。運転台には、ATS-Pによる音声案内と連動した赤色回転灯が追加されており、騒音で案内が聞き取れないことへの対策としている。
炭水車については、台枠部は精密検査の結果、再用することとなった。水槽部も調査の結果、修復すれば使用に耐えられる状態ではあったが、ATS-Pの制御装置を搭載する際の改造の手間や、今後の更新の可能性も見越した結果、水槽部は廃棄し、新製された。その後修復された主台枠・ボイラー・動輪がSL第二検修庫に運び込まれ、その様子が公開された。
キャブ部分もほぼ新製に近い形で修繕され、運転サイドからの要望により、新たに機関士席・助士席側両方の前面窓に旋回窓が追加された。第一動輪および第四動輪に関しては、車軸が新日鉄住金で新規製作されている。炭水車の台車枠は整備されて再使用されたが、固定しているリベットが劣化していた箇所に関してはボルト留めに変更されており、リベット留めとボルト留めの箇所が混在している。
また、C57 1が炭水車に搭載する重油併燃装置は本機では搭載しておらず、燃料は石炭のみを使用する。
2016年4月1日の京都鉄道博物館の関係者公開時では第二検修庫内で主台枠とボイラーが合体し、ボイラーに外装パーツが取り付けられた。同年9月12日にD51 200の輪軸と車体を合体させる車入れを行い、翌10月に梅小路運転区構内で構内試運転を開始した。同月20日にEF65 1133とスハフ12 129を連結し、米原操車場 - 木ノ本間で本線試運転が行われる予定だったが、梅小路 - 米原操車場間を回送中に、第2動輪と炭水車の輪軸1本が不具合を起こした。そのため草津駅到着の段階で試運転は断念され、網干総合車両所野洲派出所で折り返し、同日中に梅小路に回送された。炭水車台車の車軸は損傷しており、使用不能との判断が下されたが、予備がないことから新規製作で対応することとなり、全検出場は半年後に伸びることとなった。不具合の原因は、軸受の曲線部がきつく、潤滑油が車軸にうまく回りきらなかったことが原因であることが判明したため、再調整を行い、炭水車の車軸の新製交換と第2動輪の修復が終わり、2017年4月10日に機関部、同月21日に炭水車の車入れが実施され、約半年ぶりに線路上にD51 200が姿を見せた。
その後再度構内試運転が行われたのち、2017年5月12日に梅小路 - 向日町をDE10 1118牽引による本線無動走行を行い、45 km/hまでの速度では軸焼けが起きないことを確認し、梅小路に戻った後も構内試運転が行われた。同月19日にEF65 1133とスハフ12 155を連結して米原操車場 - 木ノ本間での本線試運転を成功させ、本機は本線復活に伴う全般検査を完了させた。同年6月3日と翌4日には、「SL北びわこ号」に準じた12系5両編成を牽引し、同じ米原操車場 - 木ノ本間でATS-Pの動作確認に伴う試運転を終了させ、9月から開始される山口デスティネーションキャンペーンを新たに「SLやまぐち号」で導入される35系客車4000番台と同時に運行開始することを目指すべく、6月13日から15日にかけて新山口に回送された。本機が新山口駅に来るのは、1991年（平成3年）にC62 2・C56 160とともに駅構内にて有火展示を行って以来、26年ぶりとなる。
梅小路での試運転中はそれまでは「SLスチーム号」ヘッドマーク掲出時に使用された着脱式小形ヘッドマークステーを取り付けていたが、梅小路での試運転終了後、車体側固定・折り畳み式の大型ヘッドマークステーを新規製作し、未掲出時は折りたたんだ状態で、掲出時はステーを展開してヘッドマークを掲出する方式に変更されており、それまでは非常に野太く雄々しい音を出していた汽笛も調整され、独特のやや高く掠れたような音に変化している。しかし汽笛は再調整されてかつての野太い音に戻った時期もある。

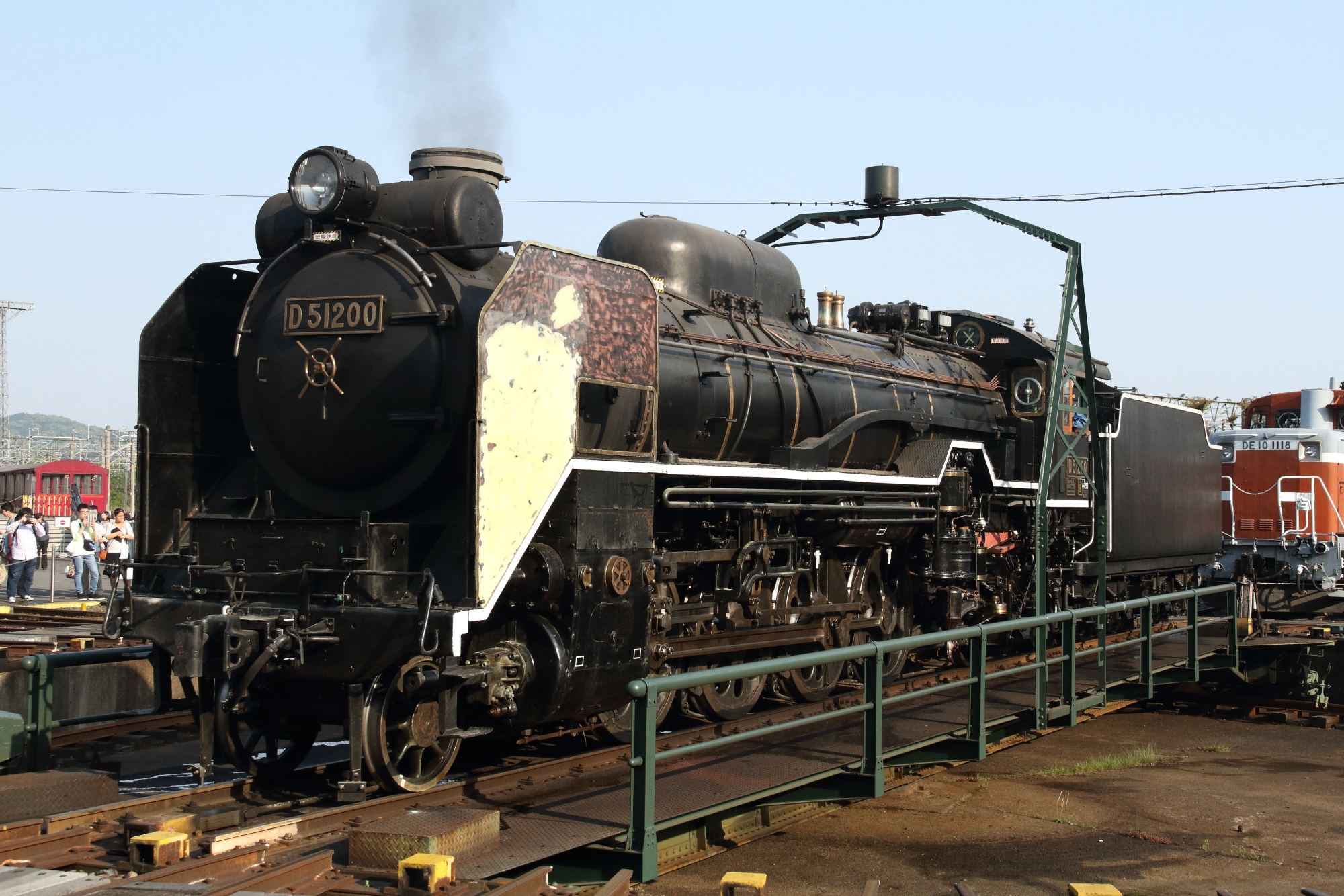
全般検査出場直前のD51 200。除煙板は塗装下地処理中でパテが盛られた状態。
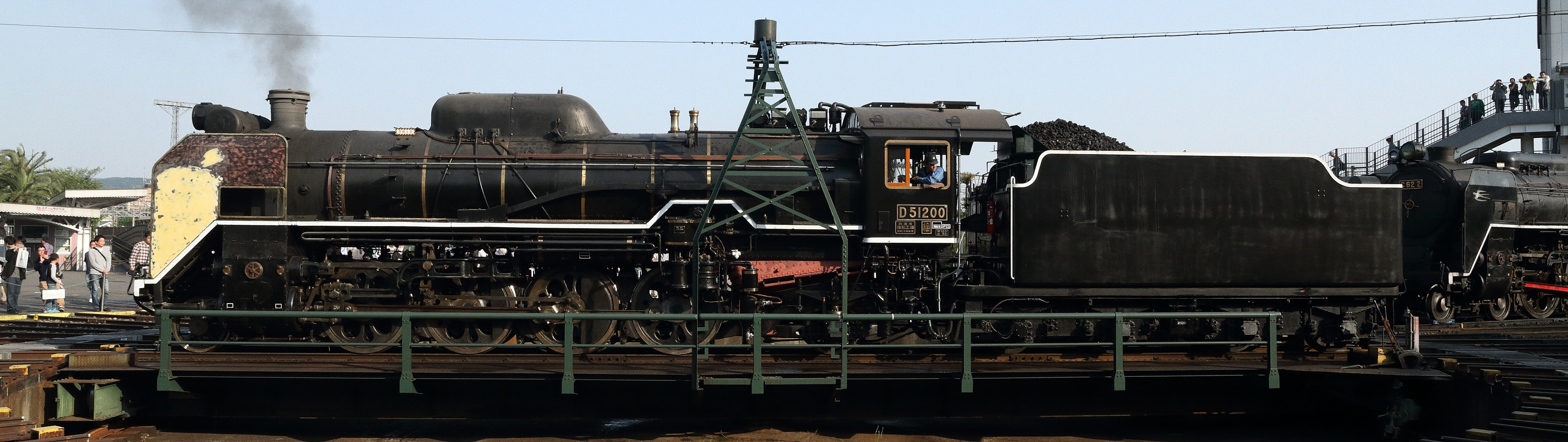
D51 200の公式側サイドビュー。ボイラーバンドや除煙板の周囲が真鍮で装飾されている。除煙板は塗装下地処理中でパテが盛られた状態。
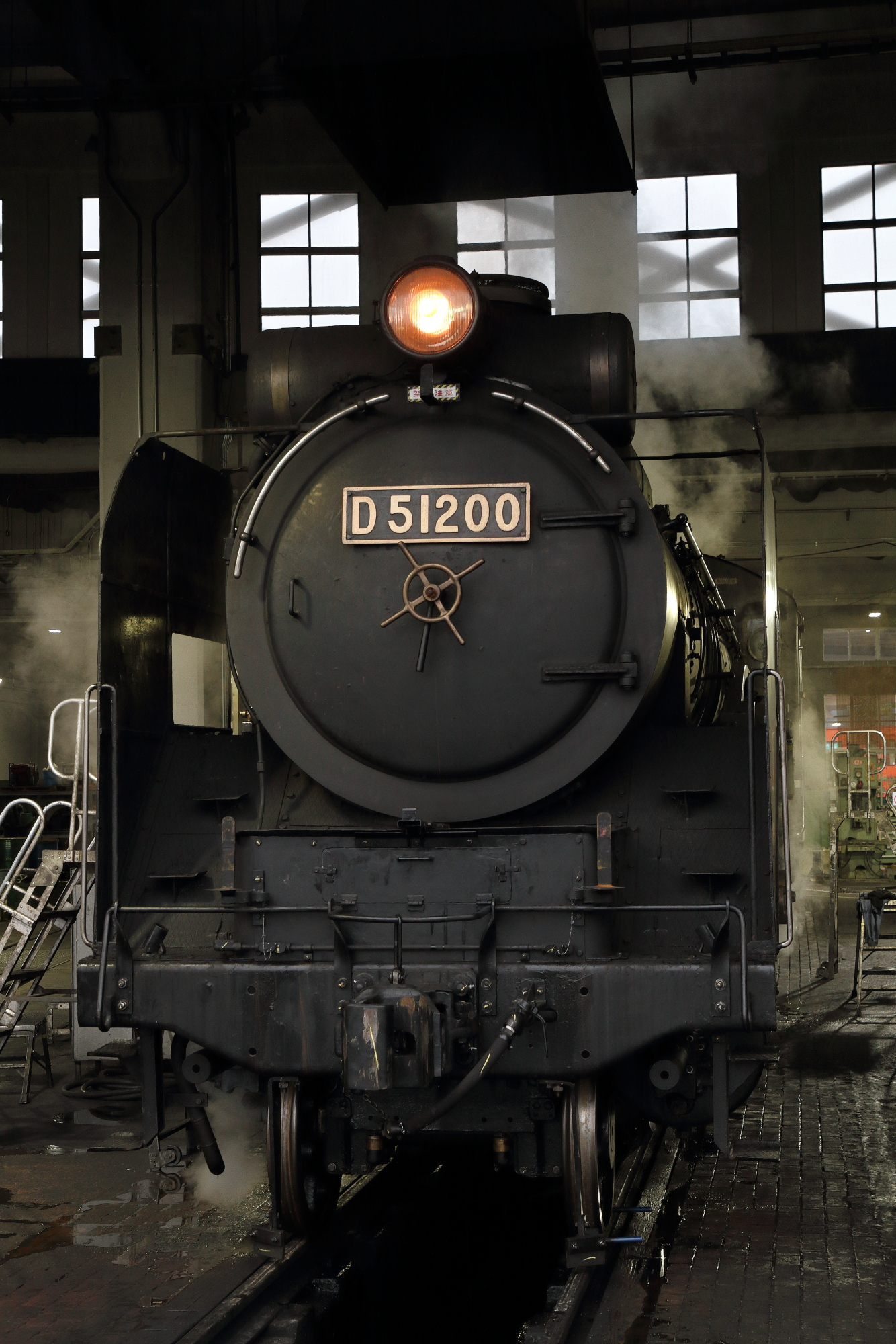
ヘッドマークステーが折りたたみ式に変更された後の前面。ステーは折りたたまれた状態。
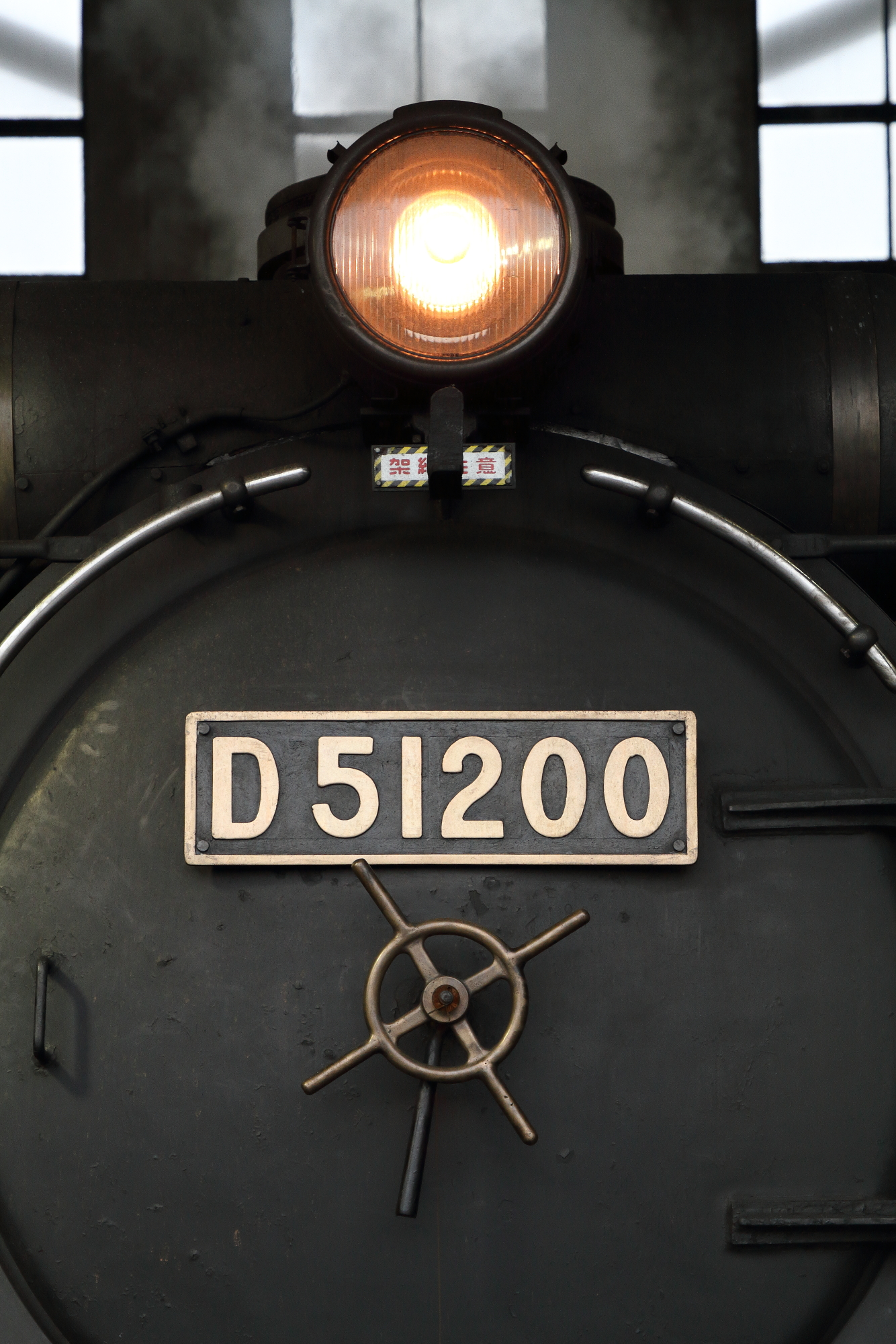
24Vシールドビーム電球に交換された前照灯。光り方が白熱灯とは明確に異なる。
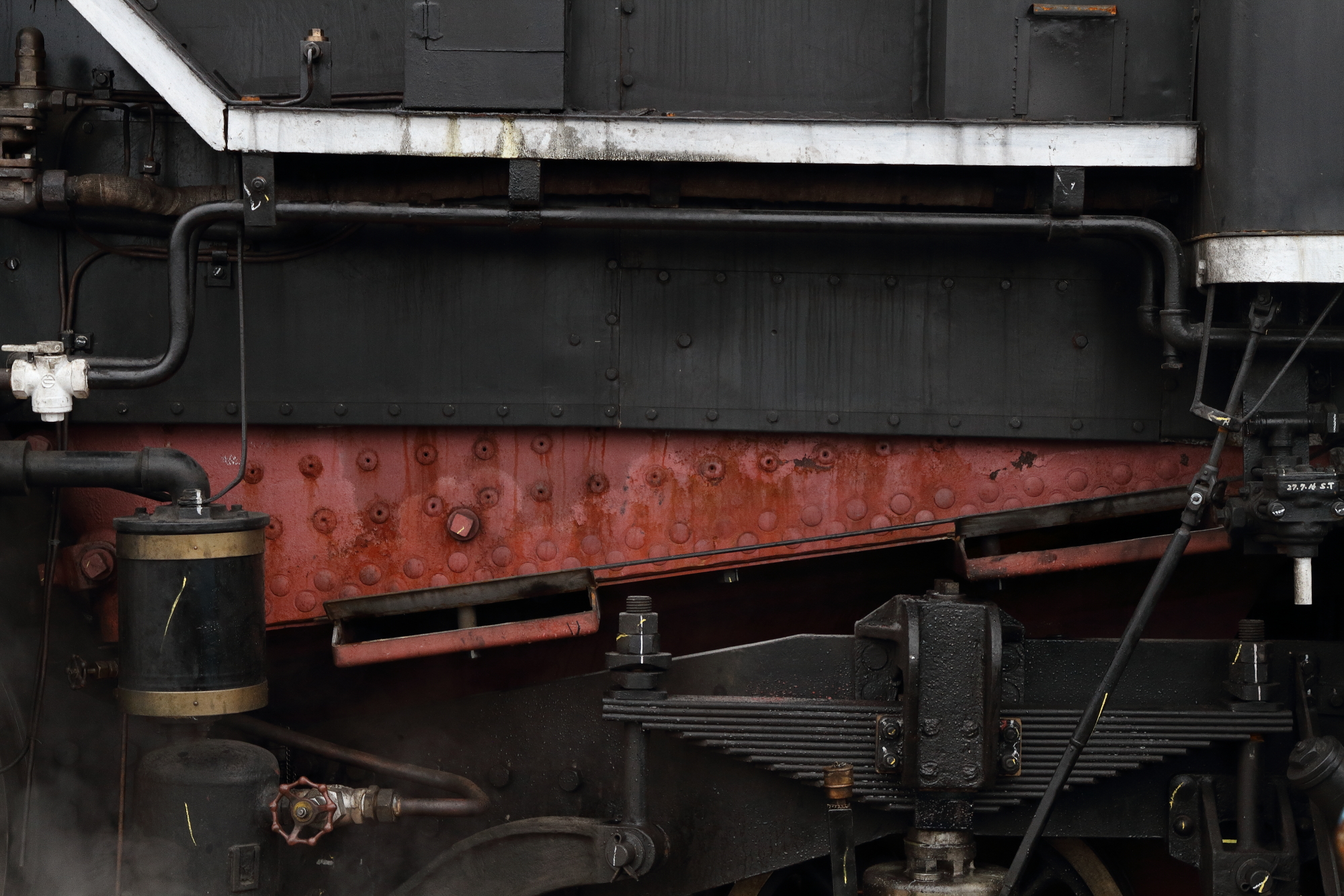
リベット留めから溶接に変更され、飾り鋲が付いた火室底枠。
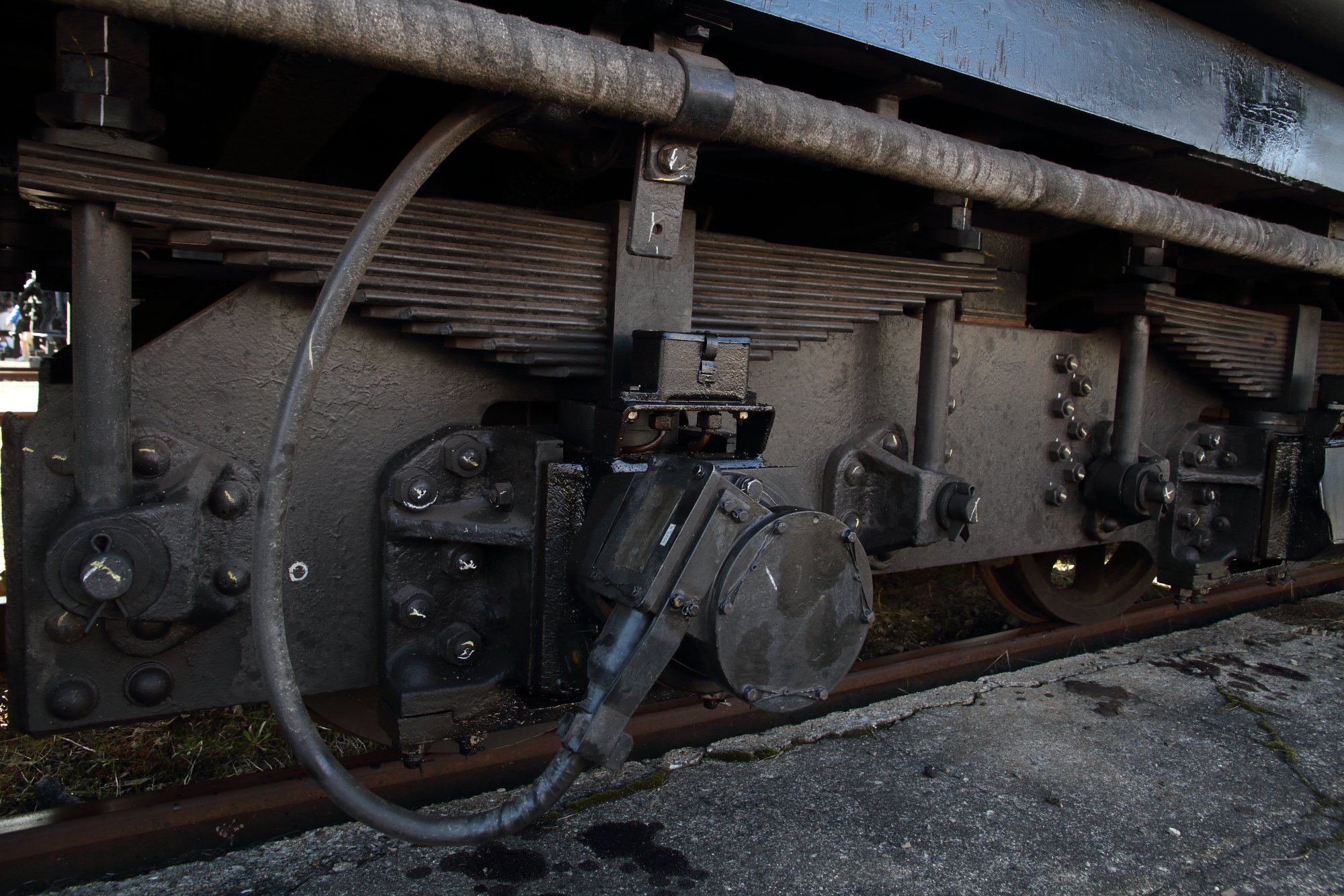
炭水車の車軸に取り付けられた車軸発電機（手前）と、一部がリベット留めからボルト留めに変更された台車枠の固定部（奥）
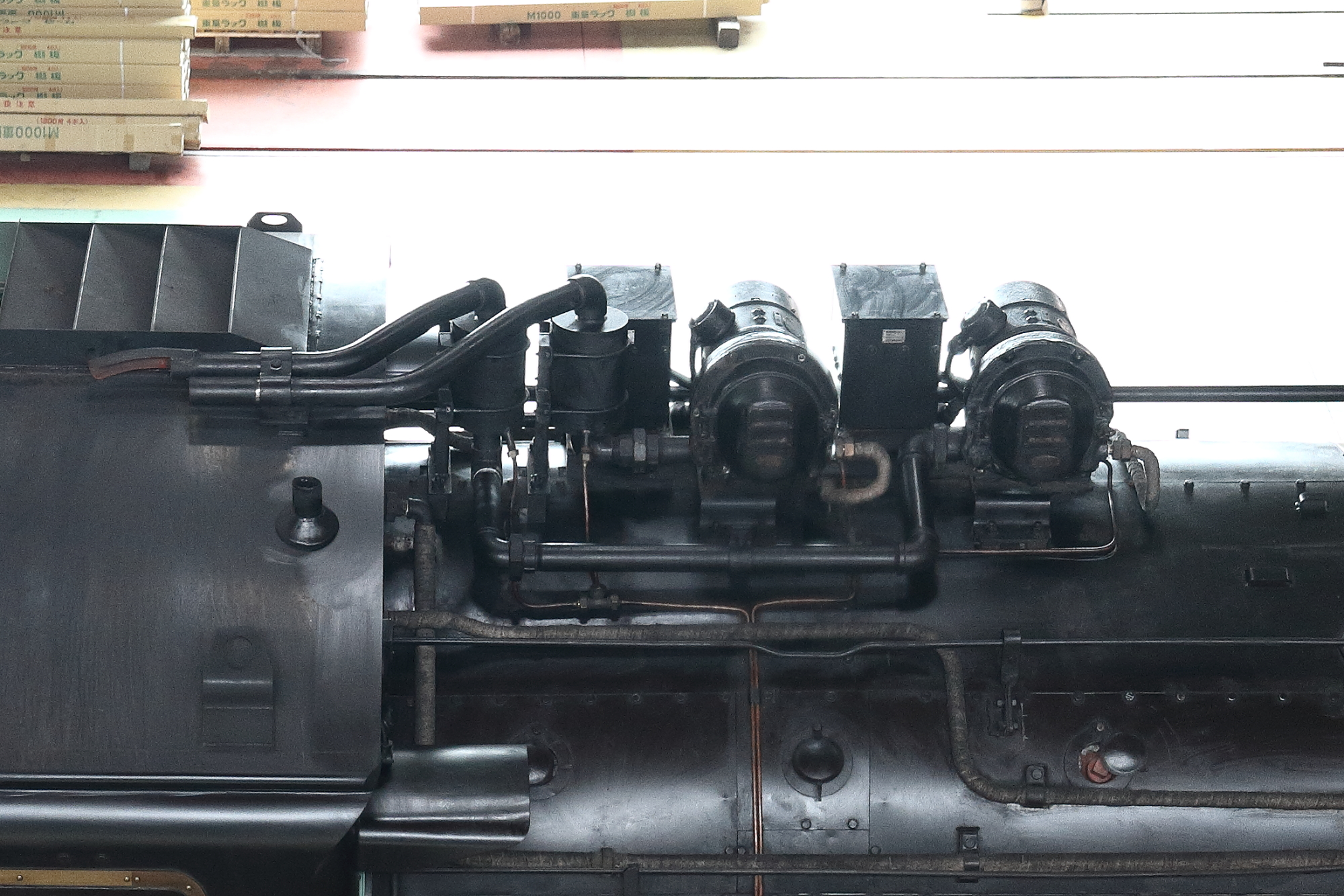
タービン発電機と励磁装置。取付位置が変わり、励磁装置が追加されたため、印象が変化した。
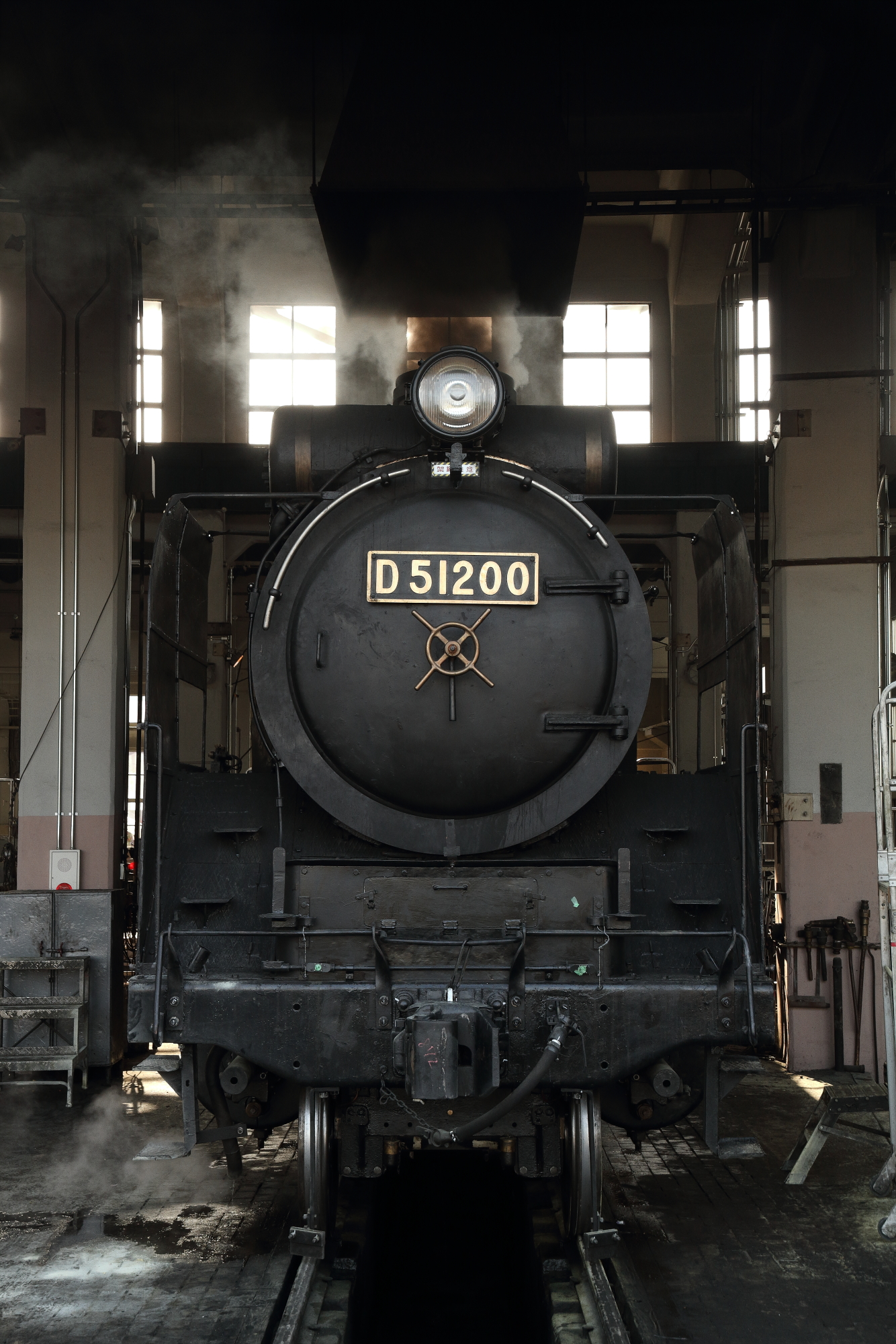
山口線走行前は着脱式の小型ヘッドマークステーを装着していた。

### SLやまぐち号への充当

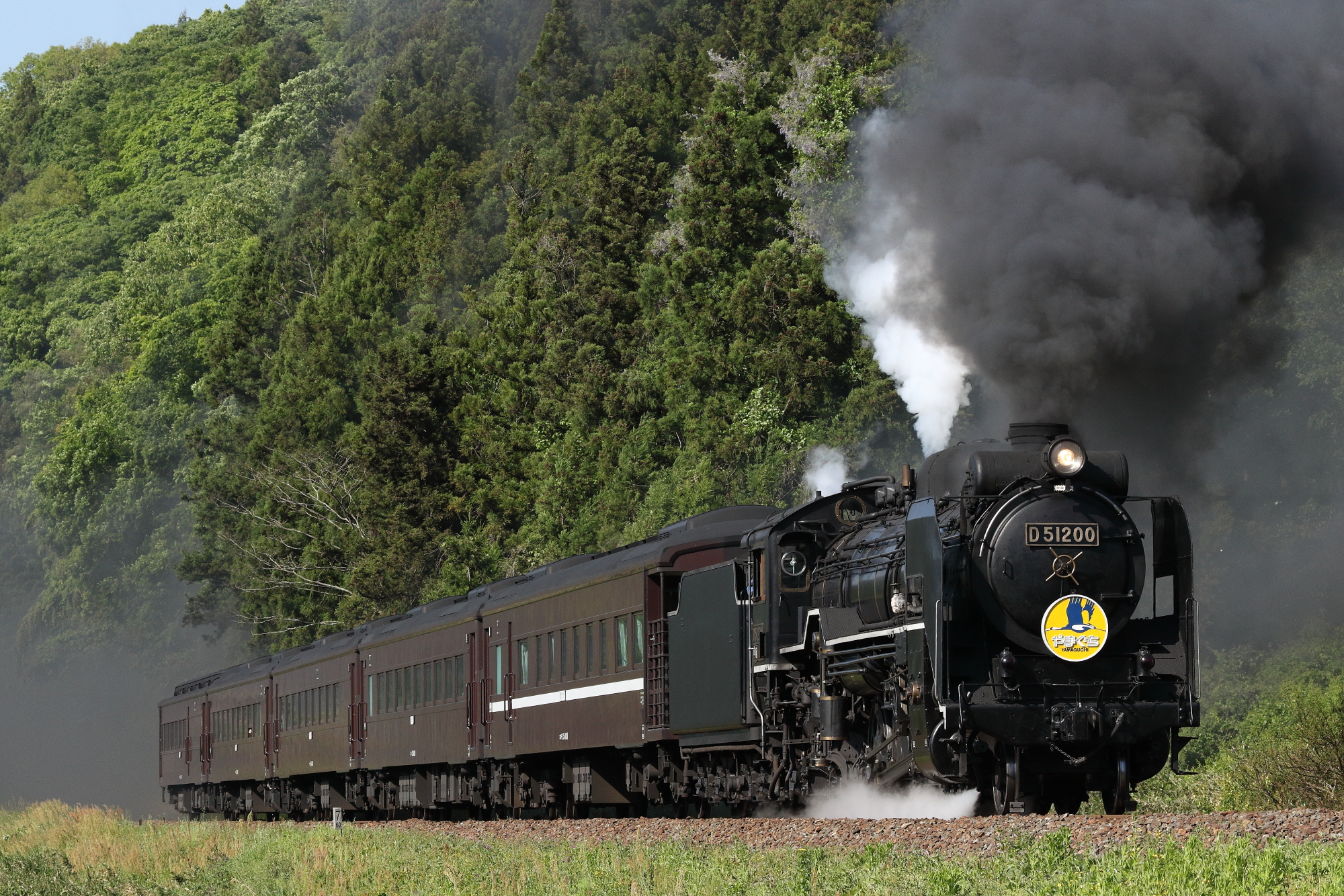
D51 200+35系4000番台のSLやまぐち号。ナンバ―が黒の標準仕様

2017年7月11日に山口線での試運転が始まった。はじめにDD51 1043を後部に連結した重連単機による試運転が行われた。続いて同月24日から35系客車を連結した、営業列車である「SLやまぐち号」と同様の状態で試運転を開始した。試運転は35系客車との連携データ収集や機関士・機関助士の運転技術の習得を目的として27日まで行われたものだが、27日の試運転の際に動輪の車軸の一部に発熱傾向が見られたため、大事を取って試運転はこの段階で中止され、9月2日のイベント展示後に梅小路運転区へ返却し、臨時検査に入場した。第2検修庫で動輪と台枠を分離し、発熱傾向の見られた軸受の調査・整備を実施したうえで、11月2日に米原 - 木ノ本間で本線試運転を行い、結果が良好だったことから臨時検査を出場、後日新山口へ回送された。営業運転直前に山口線で試運転を行った。終了後はナンバープレートの色を赤色に塗り替えた上で、11月23日に新山口支所内開催「SLフェア」でC57 1・C56 160とともに展示されたのち、11月25日から「SLやまぐち号」として営業運転を開始した。なお、25日には本機のコンプレッサーの不具合により列車が遅れるというトラブルも発生している。翌26日にはC57 1との重連運転も実施された。
2日間の復活運転を行った本機はナンバープレートの色を赤から黒に戻し、新山口から梅小路運転区へ回送され、到着後は第1検修庫（扇形庫4・6番線）で機関部・炭水車とも車体と輪軸を分離し、中間検査Aに入場した。すべての整備を終えて、2018年（平成30年）2月22日に米原 - 木ノ本間で試運転を行い、試験結果が良好のため出場した。この段階でC57 1は梅小路運転区で中間検査Aを受けていたため、「SLやまぐち号」に充当すべく下関総合車両所新山口支所へ回送され、同年3月24日から2018年シーズンの本機の運転を開始した。同5月27日までの土曜・日曜・祝日に運転される予定だったが、4月中に何度か不具合を起こし、下関総合車両所所属のDD51 1043の代走牽引となった。同月5日には、本機に本線運転機としての役目を譲ることになったC56 160との重連運転も行い、同27日の運転分をもって2018年春シーズンに予定されていた運転日をすべて消化したが、中間検査Aを受けたC57 1が6月2日から牽引予定だったところ、試運転中に故障し、修理が必要になったため、同日からの「SLやまぐち号」は本機が代走牽引することとなった。
その後は「SLやまぐち号」運転終了後に梅小路運転区へ戻り、2018年夏からの「SL北びわこ号」を牽引する予定であったが、梅小路運転区への返却途中の広島にて平成30年7月豪雨で被災。直接の被害は免れたものの、山陽線各地の土砂崩れなどの被害により、梅小路運転区へも新山口支所へも戻れない状況が続いていた。
同年9月9日の山陽本線下松 - 柳井間の部分再開によって翌日には新山口支所へ再度帰還。2018年中のSL北びわこ号でのデビューは断念され、年末年始まで「SLやまぐち号」および「SL津和野稲成号」を牽引することとなった。
2019年（平成31年）3月10日に、不具合を見せながらSL北びわこ号の牽引を開始したのち、同月末から再びSLやまぐち号牽引の任に就いている。
2022年（令和4年）5月3日、津和野駅での折り返し作業中、炭水車の台車に長さ3cm・深さ1.5cmの亀裂が入っていることが発覚し運用離脱。翌日からの「SLやまぐち号」はDD51 1043の代走牽引となった。修理には時間がかかり、SLでの運転再開は6月中旬以降となる予定。
しかし6月の再開は叶わず、2023年度も修理状態にある。しかし9月頃から山口線等での試運転が行われている。
2024年5月3日、２年ぶりに「SLやまぐち号」の運転再開を果たした。

## 運転記録
- 1997年（平成9年）10月10 - 11日 - 福知山 - 福知山運転所間
  - 福知山JR10周年記念イベントで12系客車を牽引。
- 2017年（平成29年）11月25 - 26日 - 新山口 - 津和野間（SLやまぐち号）
  - 本線復活運転。ナンバープレートを赤に塗装変更して「SLやまぐち号」を牽引。25日は単機で、26日はC57 1と重連（下りはC57 1が先頭、上りは本機が先頭）で牽引した。
- 2018年（平成30年）3月24日から7月1日までの土・日・祝日（不具合のためDD51形が代走した4月1・8日と、天候悪化により運休した6月30日・7月1日を除く） - 新山口 - 津和野間（SLやまぐち号）
  - ナンバープレートを黒に戻した状態での営業運転はこの一連の運転が最初となった。また、4月7日は運転中に不具合が発生したため、下りのみ単機牽引で、上りはDD51 1043を前に連結して運転し、5月5日は本機+C56 160で35系を重連牽引した。本来は5月27日までだったが、C57 1の故障の影響により1か月延長。
- 2019年（平成31年）1月1日 - 新山口 - 津和野間（SL津和野稲成号）
  - 本機初の充当。
- 2019年（平成31年）3月10日 - 米原 → 木ノ本間（SL北びわこ号）
  - 12系客車5両を牽引。同年3月5日には米原 - 木ノ本間で試運転が行われた。
- 2019年（令和元年）5月1日 - 新山口 - 津和野間（SLやまぐち号）
  - ヘッドマークとともに日章旗が取り付けられた。